# Dasyurus viverrinus
Il quoll orientale (Dasyurus viverrinus Shaw, 1800), noto anche come gatto marsupiale maculato, è un marsupiale dasiuride carnivoro di medie dimensioni originario dell'Australia. Attualmente scomparso dal continente australiano, rimane abbastanza diffuso e talvolta perfino numeroso in Tasmania. È una delle sei specie esistenti di quoll.

## Descrizione

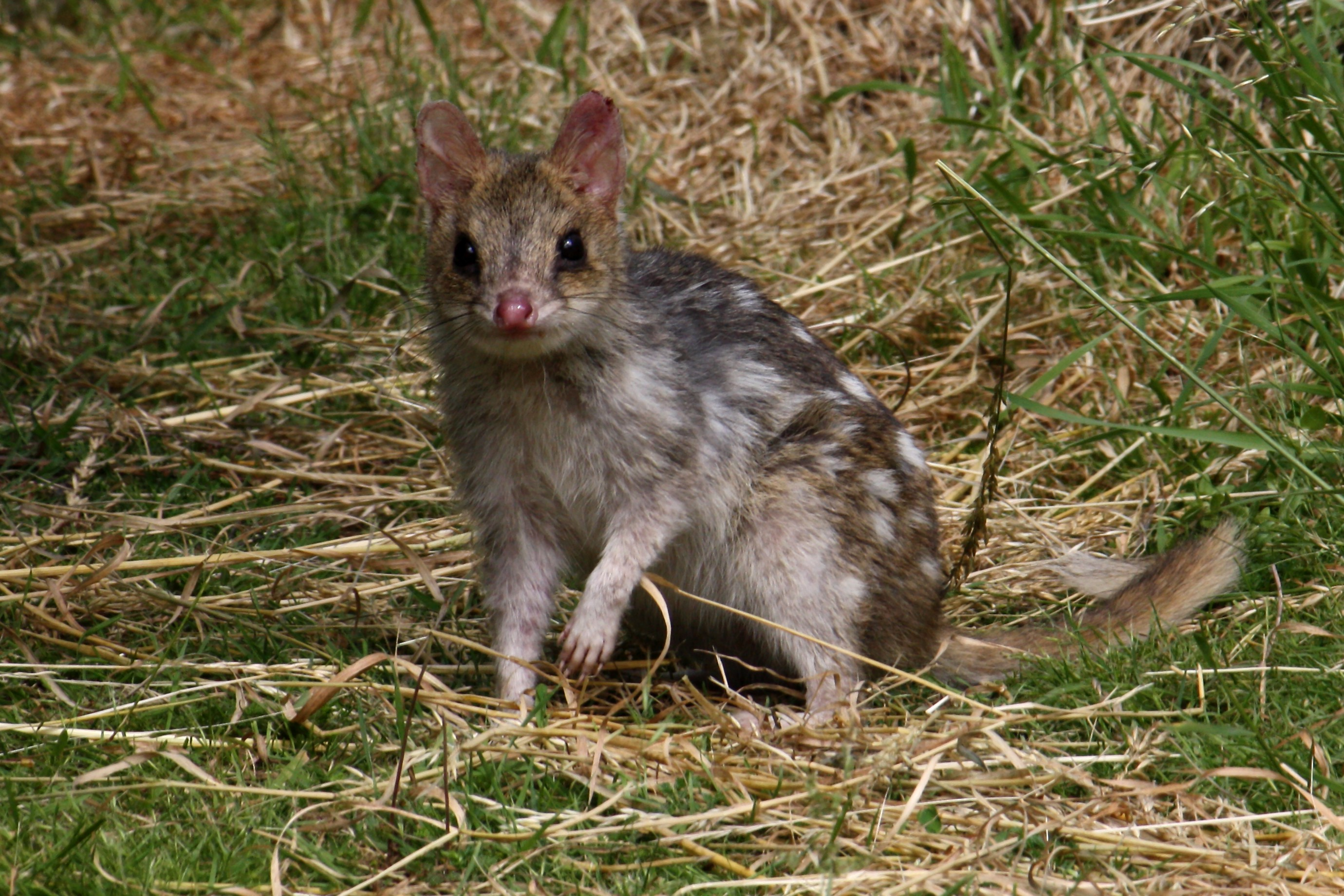
Forma chiara di quoll orientale.

Il quoll orientale ha all'incirca le dimensioni di un piccolo gatto domestico: i maschi adulti misurano in media 60 cm di lunghezza e pesano circa 1,3 kg. Il folto mantello è ricoperto da macchie bianche, e varia in colorazione da fulvo chiaro a quasi nero, mentre l'addome è color bianco sporco. Si differenzia dal quoll tigre per la costituzione più esile, il muso a punta e la mancanza di macchie sulla coda.

## Biologia

### Alimentazione
Il quoll orientale è un predatore solitario, che va a caccia di insetti e piccoli mammiferi nelle ore notturne. Talvolta si nutre degli avanzi delle prede catturate dal più grande diavolo della Tasmania.

### Riproduzione
La stagione riproduttiva ha inizio ai primi dell'inverno, e la femmina dà alla luce da uno a venti piccoli. Di questi, sopravvivono solamente i primi che raggiungono le sei mammelle della madre. Lo svezzamento avviene a circa 10 settimane di età; durante questo periodo, i piccoli rimangono al sicuro nella tana mentre la madre è fuori in cerca di cibo.

## Distribuzione e habitat
È diffuso in tutta la Tasmania ed è presente in foreste pluviali, brughiere, regioni alpine e boscaglie. Tuttavia, predilige le distese erbose aride e i mosaici di foresta-prateria, circondati da terreni agricoli, in particolare ove vi sono terreni da pascolo.

## Tassonomia
Il quoll orientale appartiene alla famiglia dei Dasiuridi, che comprende quasi tutti i marsupiali carnivori. Il nome specifico, viverrinus, significa «[dall'aspetto] simile a un furetto». La specie è stata descritta per la prima volta nel 1800 da George Shaw, che la classificò nello stesso genere degli opossum, Didelphis, assieme all'altra specie di quoll allora conosciuta, il quoll tigre.

## Conservazione

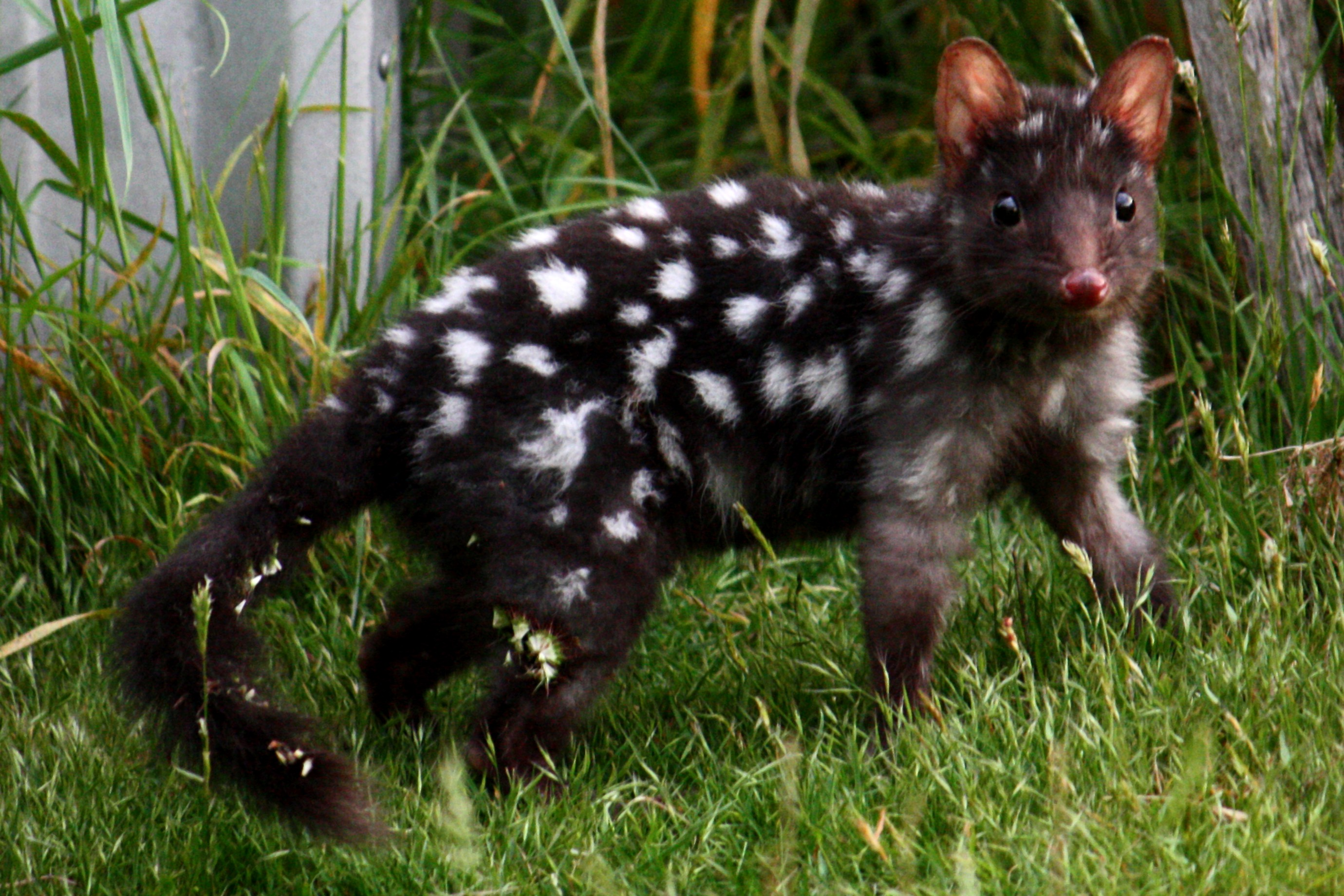
Forma scura di quoll orientale.

Le principali minacce per il quoll orientale sono la competizione e la predazione da parte di gatti inselvatichiti, e gli avvelenamenti e catture illegali. Si ritiene che la mancanza in Tasmania di volpi e dingo abbia contribuito alla sopravvivenza della specie.
L'ultimo quoll orientale «australiano» conosciuto venne investito da un veicolo nel Nielsen Park, a Sydney, il 31 gennaio 1963. Un rapporto del servizio dei Parchi Nazionali ha segnalato un certo numero di avvistamenti non confermati, da allora fino al 1999 (anno in cui è stato stilato il rapporto, e altri avvistamenti si sono susseguiti fino al 2006. Gli esemplari catturati nel 2005 e 2008 a ovest di Melbourne (Victoria) provenivano probabilmente da un vicino Centro di Ricerca e Conservazione: o erano esemplari fuggiti da tale struttura o loro discendenti.

## Nella cultura di massa
Un esemplare di questa specie viene scelto per interpretare un piccolo mammifero non identificato nel documentario L'impero dei dinosauri. Nella puntata sul Triassico l'esemplare è visto in un cameo, prima di venire spaventato da un Coelophysis.